# 鄭洛書
鄭洛書（1496年—1534年），字啓範，號思齋，福建兴化府莆田縣人。明朝官員。

## 生平
正德十一年（1516年）丙子科福建乡试第十二名举人，正德十二年（1517年）聯捷丁丑科會試三十六名，廷试三甲一百五十五名進士，都察院观政，正德十五年（1520年）授上海縣知縣。任內平訴訟，揭命案，興文教，修邑志，政績卓著。嘉靖四年（1525年）五月拜河南道監察御史，九月实授，巡按通州，六年九月出按南畿学政，道闻父丧归。十一年服闋赴京，补浙江道，兼理广西、江西诸道，恰逢朝廷命科道官员互纠，被弹劾落职。嘉靖十三年卒於家，年僅三十九歲。《明史》有傳。

## 著作
修嘉靖《上海縣志》八卷。有《思斋文集》一卷。
曾与同榜进士、华亭知县聂豹作戏对：
上海秀才下第，只为落书；
华亭百姓受灾，皆因孽报。

## 家族
曾祖郑添。祖父郑相。父鄭祥，號近菴，正德丁卯舉人，官電白教谕。母林氏。重庆下。弟洛誥、洛都。